# Jezera (Zenica)
Jezera es un pueblo ubicado en el territorio de Zenica, en el cantón de Zenica-Doboj, Bosnia y Herzegovina.

## Superficie
Posee una superficie de 25,96 kilómetros cuadrados.

## Demografía
Hasta 1981 la población era de 175 habitantes.